# Lidija Horvat
Lidija Horvat (n. 5 mai 1982, Zagreb, Republica Socialistă Croația, RSF Iugoslavia) este o jucătoare de handbal din Croația. În prezent evoluează la clubul Podravka Koprivnica.

## Date personale[2]
- Data nașterii: 05.05.1982

- Post: Inter drept

- Număr tricou: 99

- Naționalitate: Croată

- În echipă din: 14.08.2008